# Henny Meijer
Henny Ingemar Meijer (Paramaribo, 17 de fevereiro de 1962) é um ex-futebolista neerlandês que atuava como atacante.

## Carreira
Em sua carreira profissional, que durou 15 anos, Meijer jogou praticamente apenas em clubes holandeses, com destaque para Roda JC (65 jogos e 17 gols) e Groningen (146 partidas e 49 gols). Defendeu também Telstar (sua primeira equipe), Ajax, SC Cambuur, Heerenveen, De Graafschap e BV Veendam, onde se aposentou em 1998.
Porém, é mais conhecido por ser o autor do primeiro gol da história da J.League (a primeira divisão do Campeonato Japonês), em 15 de maio de 1993. Aos 19 minutos do primeiro tempo, o atacante, que jogava pelo Verdy Kawasaki (atual Tokyo Verdy 1969) balançou as redes do Yokohama F. Marinos (na época, Yokohama Marinos). O Marinos venceu de virada por 2 a 1.

## Seleção Neerlandesa
O único jogo de Meijer pela Seleção Neerlandesa foi em setembro de 1987, no empate sem gols contra a vizinha (e rival) Bélgica.